# Simon Pouplin
Simon Pouplin (ur. 28 maja 1985 w Cholet) – francuski piłkarz występujący na pozycji bramkarza. Obecnie jest zawodnikiem OGC Nice.

## Kariera klubowa
Pouplin jest wychowankiem JF Cholet. Później był graczem JF Cholet, a w 2000 roku trafił do juniorów Stade Rennais. Do jego pierwszej drużyny, wówczas występującej w Ligue 1 został włączony w sezonie 2003/2004. We francuskiej ekstraklasie zadebiutował 27 marca 2004 w wygranym 3:0 meczu z RC Strasbourg. W debiutanckim sezonie w lidze zagrał dwa razy. W następnym nie rozegrał żadnego spotkania. W sezonie 2005/2006 pełnił rolę rezerwowego dla Andreasa Isakssona i w lidze zagrał 15 razy. W następnym sezonie był podstawowym bramkarzem i rozegrał wszystkie 38 ligowych spotkań. W sezonie 2007/2008 do klubu przyszedł Patrice Luzi i wówczas wystąpił w Ligue 1 19 razy. W pierwszej drużynie Stade Rennes spędził 5 sezonów. W sumie rozegrał tam 74 ligowe spotkania.
Latem 2008 odszedł do niemieckiego drugoligowca – SC Freiburg. Pierwszy ligowy występ w jego barwach zanotował 17 sierpnia 2008 w wygranym 2:1 pojedynku z TSV 1860 Monachium. W debiutanckim sezonie dla Freiburga rozegrał 33 ligowe spotkania, a w tabeli 2. Bundesligi jego klub zajął 1. miejsce i awansował do Bundesligi.
| Sezon   | Klub             | Kraj    | Rozgrywki     | Mecze | Bramki | Rozgrywki Europy | Mecze | Bramki |
| ------- | ---------------- | ------- | ------------- | ----- | ------ | ---------------- | ----- | ------ |
| 2003/04 | Stade Rennais FC | Francja | Ligue 1       | 2     | 0      | -                | -     | -      |
| 2004/05 | Stade Rennais FC | Francja | Ligue 1       | 0     | 0      | -                | -     | -      |
| 2005/06 | Stade Rennais FC | Francja | Ligue 1       | 15    | 0      | Liga Europa UEFA | 4     | 0      |
| 2006/07 | Stade Rennais FC | Francja | Ligue 1       | 38    | 0      | -                | -     | -      |
| 2007/08 | Stade Rennais FC | Francja | Ligue 1       | 19    | 0      | Liga Europa UEFA | 3     | 0      |
| 2008/09 | SC Freiburg      | Niemcy  | 2. Bundesliga | 33    | 0      | -                | -     | -      |
| 2009/10 | SC Freiburg      | Niemcy  | Bundesliga    | 30    | 0      | -                | -     | -      |
| 2010/11 | SC Freiburg      | Niemcy  | Bundesliga    | 4     | 0      | -                | -     | -      |
| 2011/12 | bez klubu        | -       | -             | -     | -      | -                | -     | -      |
| 2012/13 | FC Sochaux       | Francja | Ligue 1       | 34    | 0      | -                | -     | -      |
| 2013/14 | FC Sochaux       | Francja | Ligue 1       | 17    | 0      | -                | -     | -      |
| 2014/15 | OGC Nice         | Francja | Ligue 1       | 2     | 0      | -                | -     | -      |

Stan na: 14 grudzień 2014 r.

## Sukcesy

### Klubowe
- Stade Rennais
  - Gambardella Cup: 2003
- SC Freiburg
  - 2. Bundesliga: 2009